# Windows Server 2012 R2
Windows Server 2012 R2 is de versie van Windows Server die Windows Server 2012 opvolgde. De beide versies zijn echter naast elkaar verkrijgbaar. Windows Server 2012 R2 is gebaseerd op Windows 8.1 en sinds 31 maart 2013 verkrijgbaar op de markt. Het besturingssysteem vereist een 64 bit-CPU.

## Systeemvereisten[2]
|                              | Aanbevolen systeemspecificaties | Minimale systeemspecificaties |
| ---------------------------- | ------------------------------- | ----------------------------- |
| Architectuur                 | x86-64 (64 bit)                 | x86-64 (64 bit)               |
| Processor                    | 3,1 GHz                         | 1,4 GHz                       |
| Geheugen (RAM)               | 16 GB                           | 512 MB                        |
| Vrije ruimte op harde schijf | 32 GB                           | 32 GB                         |